# Dataförlust
Inom datatekniken används termen dataförlust för oförutsedd förlust av data och därmed den lagrade informationen. Dataförluster kan ha flera olika orsaker. Dataförlust får inte förväxlas med dataotillgänglighet som kan uppstå till exempel när ett nätverk slutar att fungera. Även om de två begreppen har liknande effekter är dataotillgänglighet temporär medan dataförlusten är permanent. Ofta används backupsystem för att återställa förlorade data.

## Orsaker till dataförluster

### Avsiktliga handlingar
- Avsiktlig borttagning av en datafil eller datorprogram.

### Oavsiktliga handlingar
- Oavsiktlig borttagning av en datafil eller program.
- Borttappade disketter eller CD-ROM-skivor.
- Administrativa misstag, som exempelvis formatering av en hårddisk som fortfarande är i aktivt bruk.

### Feltillstånd
- Strömavbrott som gör att data i volatila minnen inte sparas till permanenta minnen.
- Hårdvarufel, till exempel en diskkrasch.
- Mjukvarufel som buggar eller dåliga användargränssnitt, till exempel programvara som gör det lätt att i misstag utföra oåterkalleliga kommandon som helt eller delvis förstör datat.
- Datakorruption, som till exempel filsystems- eller databaskorruption, ibland kallat bitröta.

### Katastrofer
- Eldsvådor, jordbävningar, översvämningar, stormvindar, med flera.

### Brottslighet
- Stöld, dataintrång, sabotage med flera.
- Internetmaskar, datorvirus eller andra sabotageprogram.

Studier har konsekvent visat att hårdvarufel och mänskliga misstag är de vanligaste orsakerna bakom dataförluster. En ofta förbisedd orsak är naturkatastrofer: även om sannolikheten är liten, är det enda sättet att återställa förlorade data efter en naturkatastrof att lagra säkerhetskopior i en fjärrbelägen lokal.

## Kostnader
Kostnaden av en dataförlust är direkt relaterad till värdet av förlorade data samt det tidsintervall när data behövs men inte är tillgänglig. I en dataförlustssituation bör man beakta kostnaden att fortsätta utan den förlorade datan, eller kostnaden att återskapa datan.

## Skydd mot dataförluster
Det finns inget garanterat sätt att förhindra dataförluster. Däremot kan efterverkningarna av dataförluster minskas genom att vidta lämpliga åtgärder som:
- UPS-enheter som tar över strömförsörjning vid strömavbrott.
- Regelbunden säkerhetskopiering.
- RAID-diskar.
- Skydd mot dataintrång, såsom god personalpolitik, regelbunden installation av säkerhetsuppdateringar, antivirusprogram och brandväggar
- Användarundervisning.

## Återställning efter dataförluster
En lyckad återhämtning efter en dataförlust kräver en effektiv strategi för säkerhetskopiering. Utan en sådan strategi kräver återställning ominstallation av program och återinmatning av data. Speciellt det senare kan ibland vara extremt kostsamt eller till och med omöjligt att genomföra. Även med en effektiv strategi är det väldigt svårt att återställa ett datasystem till det exakta tillståndet som rådde vid dataförlusten. Ofta är det frågan om en kompromiss mellan hur ofta säkerhetskopiering sker (ju oftare desto mer noggrant går det att återställa systemet) och kostnaden (många backuper kostar mer, både i tid och i lagringsutrymme).
Det bekvämaste systemet för säkerhetskopiering skulle teoretiskt ha en kopia av varje datafil och datorprogram som fanns i bruk när dataförlusten upptäcktes. Dock finns det i de flesta situationer en omvänd korrelation mellan datans värde och tiden det tar att upptäcka att datan har gått förlorad. Med detta i åtanke minskar många strategier för säkerhetskopiering frekvensen hos data allteftersom den blir äldre. Exempelvis kan man ha dagliga backuper upp till en vecka sedan, varefter man lagrar en backup i veckan, varefter det kanske lagras endast en backup per månad eller år, och så vidare. Detta gör återställningar från senaste tidens backuper enklare än att återställa tillståndet till hur det var för några månader sedan.
Återställningen är också relaterad till typen av dataförlust. Att återställa en enda förlorad datafil är en väsentligt annorlunda process än att återställa ett datasystem som totalförstörts vid en översvämning. Om dataförlusten inte upptäcks genast, till exempel om data förvanskats under en längre tid på grund av felfungerande programvara eller på grund av sabotage, krävs ofta mycket kostsamt arbete.

## Dataåterhämtning
Det finns kommersiella tjänster som kan göra försök att återhämta data från fysisk skadade media. Dessa tjänster är vanligtvis väldigt kostsamma. 
Korrumperade filsystem kan ofta repareras av användare eller systemadministratörer med de rätta mjukvaruverktygen. En borttagen fil skrivs sällan över på disken; det är vanligare att operativsystem helt enkelt tar bort filen från filsystemets filindex. Detta kan ofta enkelt återställas, förutsatt att filen inte blivit överskriven av nytt data.